# إربندورف
اربندورف (بالألمانية: Erbendorf) هي بلدة ألمانية تقع في ألمانيا في Tirschenreuth (district). يقدر عدد سكانها بـ 5,341 نسمة .

## أعلام
- هانس مولر